# Sfax (U-Boot)
Die Sfax (Kennung: Q 182) war ein U-Boot der französischen Marine im Zweiten Weltkrieg. Der Name des Bootes geht auf die tunesische Stadt Sfax zurück. Das U-Boot gehörte zur Agosta-Klasse und war mithin eines der letzten gebauten U-Boote des 1500-Tonnen-Typs. Die Sfax wurde am 28. Juli 1931 auf der Werft von Ateliers et Chantiers de la Loire in Saint-Nazaire auf Kiel gelegt und lief am 6. Dezember 1934 von Stapel. Die Indienststellung erfolgte am 7. September 1937.

## Dienstzeit
Bei Ausbruch des Zweiten Weltkrieges im September 1939 bildete das U-Boot – gemeinsam mit den U-Booten Casabianca, Achille und Pasteur – die 2. U-Boot-Division (2ième division sous-marine, DSM) in Brest. Im September 1939 unternahm die Sfax erfolglose Patrouillenfahrten in der Biskaya und vor nordspanischen Häfen, um hier gegebenenfalls deutsche Blockadebrecher abfangen zu können. Im April 1940 operierte das Boot von Dundee aus in der Nordsee gegen deutsche Seetransporte nach Norwegen (siehe Unternehmen Weserübung), auch hierbei gelangen allerdings keine Erfolge – möglicherweise konnte das U-Boot aber am 22. April 1940 einen Torpedoangriff gegen das deutsche Kühlschiff Palime (2.863 BRT) südwestlich Stavanger durchführen, beide Torpedos gingen allerdings fehl.
Das U-Boot wurde am 18. Juni 1940, kurz vor der Kapitulation Frankreichs, mit den übrigen Booten der 2. U-Boot-Division nach Casablanca (damals Französisch-Nordafrika) verlegt, um es einem möglichen deutschen Zugriff zu entziehen. Nachfolgend wurde das U-Boot in die neu geschaffenen vichy-französischen Seestreitkräfte integriert.
Am 17. Dezember 1940 erhielt die Sfax den Auftrag, den von Casablanca nach Dakar laufenden vichy-französischen Flottentanker Rhône (2.875 BRT) zu eskortieren. Dieser Kleinkonvoi, das aufgetaucht laufende U-Boot, unter dem Kommando von Lieutenant de Vaisseau Marcel Groix, und der Tanker, wurden in den Nachmittagsstunden des 19. Dezember 1940 vor Tarfaya, Marokko, von dem deutschen U-Boot U 37 (unter dem Kommando von Oberleutnant z. S. Nikolai Asmus Clausen) gesichtet, wobei die Sfax irrtümlich als britisches U-Boot angesprochen wurde. Das deutsche U-Boot feuerte gegen 16:40 Uhr zwei Torpedos auf die Sfax ab, von denen einer traf und das vichy-französische U-Boot auf der Position 28° 3′ N, 12° 54′ W versenkte. Je nach Quelle gingen 65, 64 oder 61 Besatzungsangehörige mit dem U-Boot unter, darunter auch der Kommandant. Vier Besatzungsangehörige überlebten die Versenkung.
Der Flottentanker Rhône, dessen Kommandant zunächst eine innere Explosion an Bord des U-Bootes vermutete, stoppte daraufhin und setzte Rettungsboote aus (sie nahmen dann auch die vier Überlebenden des U-Bootes auf). Dem deutschen U-Boot gelang es allerdings dadurch, gegen 17:20 Uhr auch den gestoppt liegenden Tanker zu torpedieren, welcher in Brand geriet und aufgegeben werden musste (das ausgebrannte Schiff sank allerdings erst am nächsten Tag). Bei der Torpedierung starben zwölf Besatzungsangehörige des Tankers. Die vier Überlebenden der Sfax sowie die überlebende Tankerbesatzung, die sich in drei überladenen Rettungsbooten befanden, wurden am Abend des 19. Dezember sowie am 20. Dezember von einem spanischen Fischkutter sowie dem vichy-französischen Frachter Francois L-D entdeckt und gerettet.
Der Zwischenfall führte im Nachgang zu einigen diplomatischen Spannungen zwischen dem (offiziell) neutralen Vichy-Regime und dem Deutschen Reich, was dazu führte, dass Oberleutnant z. S. Clausen zur Geheimhaltung über den Vorfall angewiesen wurde und dass die Einträge im Logbuch von U 37 für den 19. Dezember 1940 verändert beziehungsweise jegliche Hinweise auf die Versenkungen entfernt wurden. 